# ميخائيل غولدبرغ (كاتب)
ميخائيل غولدبرغ (بالإنجليزية: Michael Goldberg)‏ هو منتج أفلام وكاتب سيناريو أمريكي، ولد في 8 مايو 1959، وتوفي في 2 أكتوبر 2014 بسبب سرطان.

## وصلات خارجية
- ميخائيل غولدبرغ على موقع IMDb (الإنجليزية)
- ميخائيل غولدبرغ على موقع أول موفي (الإنجليزية)
- ميخائيل غولدبرغ على موقع قاعدة بيانات الأفلام السويدية (السويدية)
- ميخائيل غولدبرغ على موقع قاعدة بيانات الفيلم (الإنجليزية)
- ميخائيل غولدبرغ على موقع كينوبويسك (الروسية)